# اسپیریت ائروسیستمز
اسپیریت ائروسیستمز (انگلیسی: Spirit AeroSystems) شرکت هوافضای آمریکایی است، که در سال ۲۰۰۵ تأسیس شد.